# Duomo di Portogruaro
Il duomo di Sant'Andrea apostolo è il principale luogo di culto della città di Portogruaro, in città metropolitana di Venezia e diocesi di Concordia-Pordenone; fa parte della forania del Portogruarese.

## Storia

### Chiesa

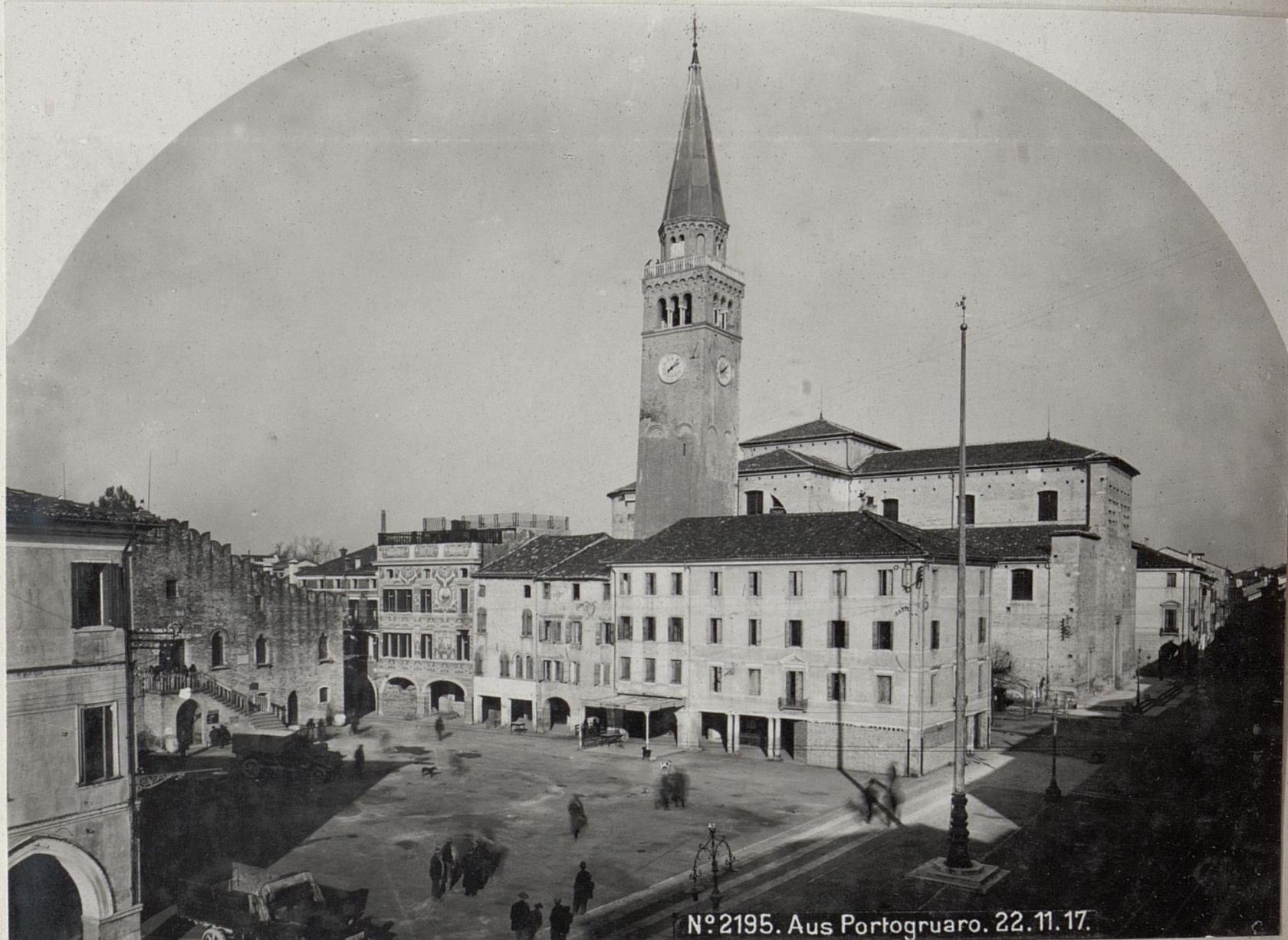
Il duomo fotografato nel 1917

La primitiva chiesa di Sant'Andrea venne costruita certamente subito dopo il Mille, se la serie dei suoi pievani, di cui si ha notizia, incomincia nel 1191; nel 1569 fu necessario restaurarla perché minacciava di crollare. Stando a una raffigurazione in una tela attribuita al Carneo, ma dalla critica d'oggi assegnata ad un pittore della cerchia di Palma il Giovane, essa sorgeva al centro della città, cioè al posto dell'attuale, ma con il coro ad oriente e la facciata verso il ponte dei mulini: il coro era basso, ma le tre navate abbastanza ampie. In un certo tempo contava ben quindici altari, parte dei quali addossati a pilastri: furono ridotti a nove dal visitatore apostolico, il vescovo di Parenzo Cesare Nores nel 1584. Prima del 1350 aveva un collegio di sacerdoti obbligato al coro quotidiano. Promotore del nuovo duomo fu il vescovo Giuseppe Maria Bressa, che per riuscire nell'impresa fece abbattere tre altre chiese: San Francesco, San Lazzaro e San Giacomo;  e i relativi chiostri allo scopo di ricavarne materiale. I lavori iniziarono il 4 agosto 1793, ma furono portati a termine, a causa dei tempi difficilissimi, solo nel 1833: il 4 agosto di quell'anno il vescovo Carlo Fontanini consacrò il duomo.

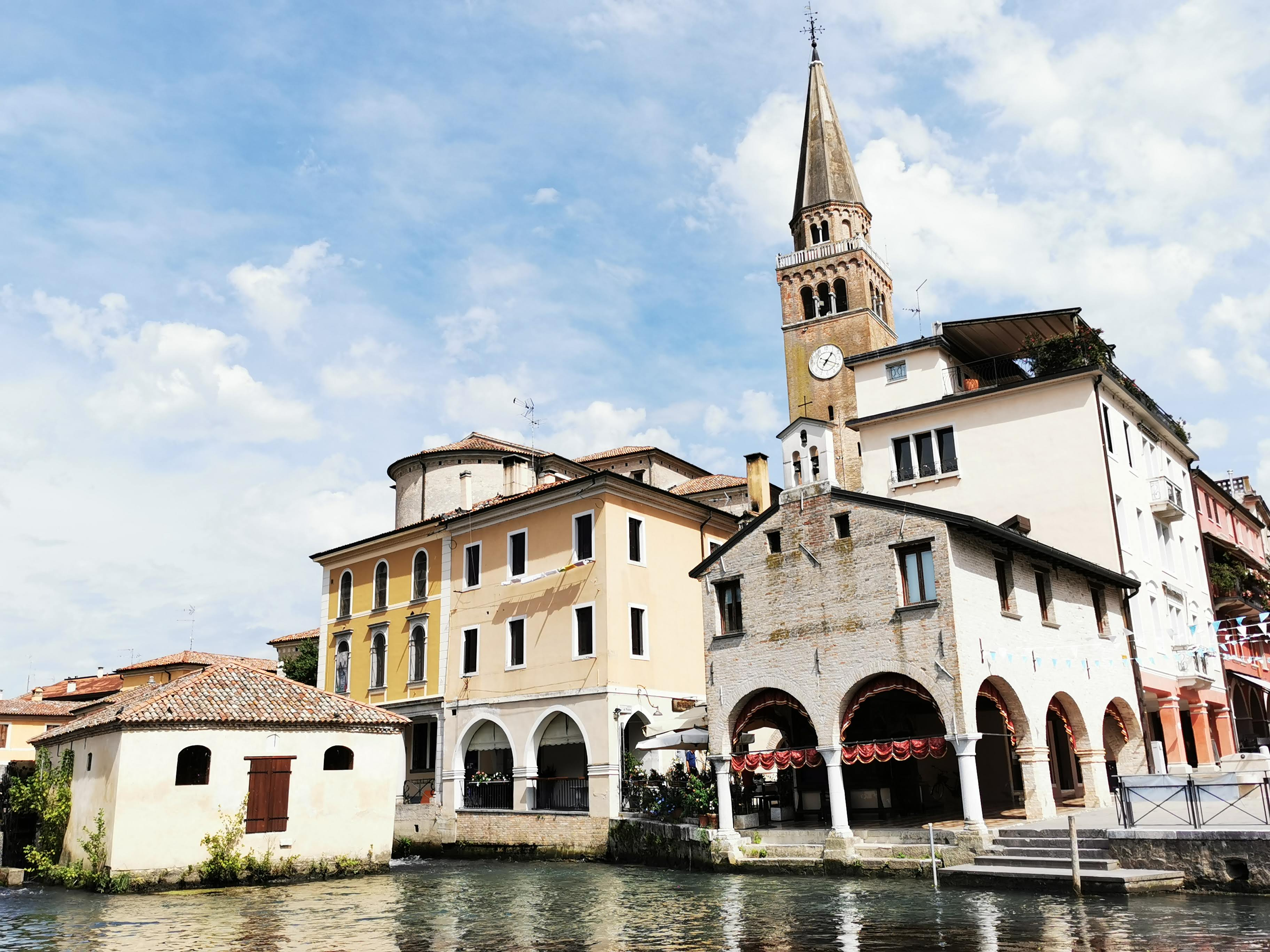
Campanile ed abside visti dal porto fluviale

### Chiesa ausiliare del vescovo di Concordia
La pieve di Sant'Andrea è successiva alle invasioni degli ungari (899-951), quando fu costruito un castello difensivo sul luogo dell'attuale Portogruaro. La pieve è ricordata nella bolla di papa Urbano III del 1187. La comunità di Portogruaro ne tenne sempre il giuspatronato, al quale rinunciò solo il 31 ottobre 1951.
Il castello di Portogruaro apparteneva al vescovo di Concordia, che lo usava spesso come residenza abituale al posto della stessa Concordia. Nel 1425 il vescovo e i canonici del capitolo ottennero da papa Martino V di regolarizzare la loro posizione con l'approvazione della situazione che si era creata, cioè la traslazione della sede episcopale, con il permesso anche di usare in perpetuo la chiesa parrocchiale di Sant'Andrea e di annettersi le rendite della medesima. Ma l'autorizzazione pontificia non venne applicata a causa di contrasti interni e papa Eugenio IV, con una bolla del 28 gennaio 1445, la revocò.
Il vescovo tornò a Concordia, o forse continuò a risiedervi saltuariamente, non abbandonando il suo castello di Portogruaro e dimorando spesso nell'altro suo castello di Cordovado. La questione della traslazione venne ripresa dalla comunità di Portogruaro in occasione della visita apostolica del vescovo di Parenzo Cesare Nores nel 1584. Nella supplica presentata all'inviato della Santa Sede si affermava che la città era stata in antico «la sedia episcopale in questa terra» e si invocava il ritorno del presule a Portogruaro, seguito da «li reverendi vicario e canonici»; si davano poi al visitatore apostolico alcuni suggerimenti per la pacifica convivenza di vescovo, canonici, pievano, cappellani e confraternite di S. Andrea. Sull'opportunità di trasferire la residenza vescovile da Concordia il Nores fu pienamente convinto, a causa della precaria situazione di quella cittadina; si poneva, però, la questione se la nuova residenza dovesse essere necessariamente Portogruaro o un'altra località, e i canonici stessi proponevano genericamente che la traslazione della sede avvenisse «in aliquod insigne oppidum huius dioecesis». Venne interrogata in merito la comunità di Pordenone, che avrebbe dovuto provvedere una conveniente abitazione per il vescovo stesso e per gli uffici di curia; inoltre bisognava procedere anche alla fondazione di un seminario, a norma dei decreti del Concilio di Trento. Ma il Consiglio di Pordenone rispose di non poter assumere impegni così gravi, perché il dispendio eccedeva le sue forze. Così papa Sisto V, con una bolla del 29 marzo 1586, decretò la traslazione della sede vescovile a Portogruaro, «ita tamen ut titulus et nomen episcopi et episcopatus Concordiae et in eadem civitate ecclesia cathedralis et sedes episcopalis semper remaneant». In virtù di tale decreto la chiesa pievanale di Sant'Andrea veniva ad espletare l'ufficio di "chiesa ausiliare", nella quale si tenessero le celebrazioni pontificali e capitolari, ma non fu eretta né a nuova cattedrale né a concattedrale.
La residenza vescovile rimase a Portogruaro fino al 26 ottobre 1974, data in cui la Congregazione per i vescovi stabilì la sua traslazione a Pordenone; con la contestuale elevazione del duomo di San Marco a concattedrale, cessò la funzione di chiesa ausiliare da parte della pieve di Sant'Andrea, rimanendo tuttavia la chiesa sepolcrale dei vescovi della diocesi.

### I cinque santi
Dagli «Annali di Portogruaro» di Zambaldi-Belli apprendiamo che nel 1440 passò per Portogruaro san Bernardino da Siena, che fu ospite nel convento dei francescani a sant'Agnese; nel 1443, reduce da Udine dove aveva predicato la quaresima, sostò in città san Giacomo della Marca, che fu pure ospitato in sant'Agnese; nel 1451 san Giovanni da Capestrano, in viaggio verso l'Austria per incarico del papa, si fermò a Portogruaro, non sappiamo presso quale comunità religiosa; nel 1477 predicò la quaresima in duomo il Beato Bernardino Tomitano da Feltre. Va poi ricordato che il 23 aprile 1896 presiedette nel duomo di Portogruaro il Convegno regionale veneto dell'Opera dei Congressi il cardinale Giuseppe Sarto, divenuto in seguito papa Pio X e santo. Nel 1956 fu per una cerimonia a Portogruaro il cardinale Angelo Giuseppe Roncalli, poi papa Giovanni XXIII.

## Descrizione
Il duomo di stile neoclassico, a tre navate fu progettato dall'architetto Antonio De Marchi (1781-1867), da Stevenà di Caneva. Il duomo misura m. 55,07 di lunghezza, m. 20,38 di larghezza al transetto, m. 23,40 di altezza fino alla cupola centrale, m. 19 fino al soffitto; fu decorato negli anni 1925 e seguenti in parte dal pordenonese Tiburzio Donadon.

### Campanile
Il campanile, caratteristico per la sua pendenza di 42 cm dalla base alla guglia, che lo rende la terza torre più pendente in Italia, risale forse all'epoca di costruzione della vecchia chiesa; è di linee e ornati romanici. Nel 1879 ne fu rifatta la cuspide, che era in legno; nell'occasione la torre acquistò 12 metri, passando dai 47 agli attuali 59 metri di altezza. Nel 2002 il comune di Portogruaro ha deciso di affidare all’Università di Trento il compito di valutare la sicurezza della torre e monitorarne gli spostamenti. L’inclinazione della torre nell'altezza di 36,74 m avanza mediamente 2,67 mm per anno. Alla sommità della torre c'è a una misura del fuori piombo al centro della croce (quota 58,86 metri) pari a 1,72 metri.
Il campanile conserva un concerto di 5 campane in Re bemolle 3 crescente fuse dalla fonderia Pietro Colbachini di Bassano del Grappa (Vi) di cui le tre maggiori (Fa3, Mib3, Reb3) inceppate a slancio friulano mentre le 2 minori (Fa#3 e Sol#3) inceppate a slancio semplice. La struttura campanaria è stata realizzata nel 1963. Le campane, a causa della pendenza della torre, non suonano dal 6 gennaio 2011. Il loro suono è stato sostituito da quello di 3 altoparlanti installati nelle trifore Sud, Nord e Ovest.

### Opere

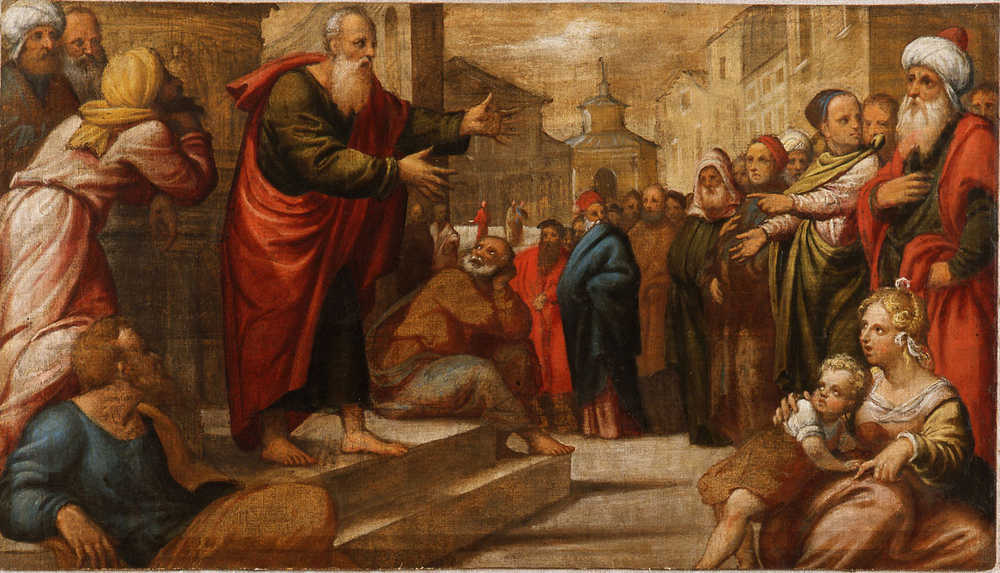
Pomponio Amalteo, Storie di sant'Andrea, cantoria dell'organo.

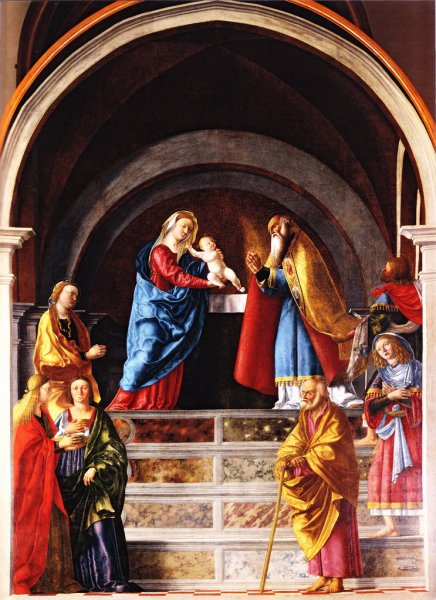
Giovanni Martini, Presentazione di Maria al Tempio.

Numerose le opere d'arte che esso conserva: ricorderemo la Sacra Conversazione e i comparti delle cantorie dell'organo con le storie di S. Andrea, opere di Pomponio Amalteo, provenienti dalla chiesa vecchia; la pala di S. Rocco erroneamente attribuita al Carneo senior; la pala della Risurrezione, di Jacopo Negretti detto Palma il Giovane (1544-1628); quella della Presentazione di Maria al Tempio, di Giovanni Martini (ca. 1433-1535); la pala raffigurante l'incredulità di S. Tomaso di Cima da Conegliano si trova alla National Gallery di Londra, al quale fu venduta nel 1870 per 1800 sterline: quella che si vede ora nel primo altare a destra è una copia eseguita dal portogruarese Napoleone Eugenio Bonò. Tutte le tele sono state ripulite dal pittore Nevino Stradiotto. Meritano di essere ricordate le tele di Umberto Martina (1880-1945) a ornamento dell'organo; la statua della Madonna della Salute, del Besarel (1893), cui pure si deve la statua di Sant'Antonio di Padova; né va dimenticata, all'esterno dell'abside, la Madonna col Bambino, statua in pietra riferibile al 1300; non se ne conosce l'autore, come pure rimangono sconosciuti gli autori di vari dipinti che si conservano in duomo e nelle sagrestie.
Nel secondo altare a sinistra è stata ricavata la tomba dei vescovi. La parte monumentale, con la Risurrezione di Cristo, è opera dello scultore padovano Luigi Strazzabosco. In essa sono sepolti i vescovi Fulcherio di Zuccola, Carlo Fontanini, Domenico Pio Rossi, Luigi Paulini, Vittorio D'Alessi, Vittorio De Zanche e Sennen Corrà.

### Organo a canne
L'attuale organo è stato realizzato nel 1910 dalla rinomata ditta Beniamino Zanin di Codroipo. Nel 1942 lo stesso autore intervenne per un necessario restauro applicando la trasmissione pneumatica alla precedente meccanica. Tenendo conto che ormai sono trascorsi più di sessant' anni dalle ultime modifiche dello Zanin, lo strumento rientra tra quelli sottoposti a tutela patrimoniale artistica. Da qui l'attuate decisione  – avvalorata dall'esperto e competente organista M° don Giuseppe Russolo -  di conservare il sistema pneumatico. Il delicato lavoro di restauro terminato nel 2009 è stato quindi affidato alla ditta Michelotto Francesco e Daniele di Albignasego.
Lo strumento è collocato sulla cantoria destra del presbiterio, all'interno di una cassa costituita da un cornicione dipinto sorretto da quattro esili pilastri corinzi. La mostra è formata da 23 canne di principale disposte in tre cuspidi, con bocche a mitria allineate orizzontalmente. La consolle, anch'essa in cantoria, ha due tastiere di 61 note ciascuna e pedaliera concavo-radiale di 30 note.